# Dysstroma fumata
Dysstroma fumata är en fjärilsart som beskrevs av Max Joseph Bastelberger 1911. Dysstroma fumata ingår i släktet Dysstroma och familjen mätare. Inga underarter finns listade i Catalogue of Life.

## Bildgalleri

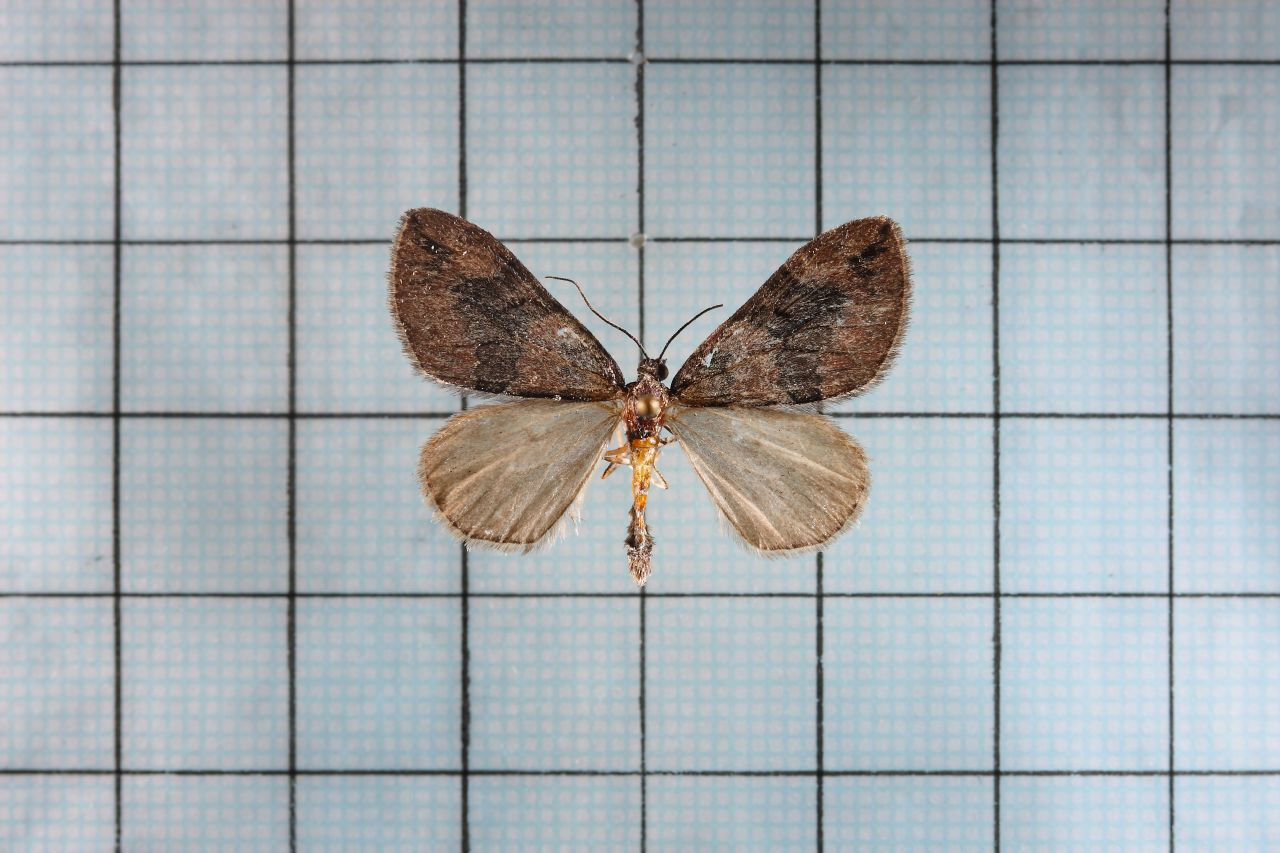
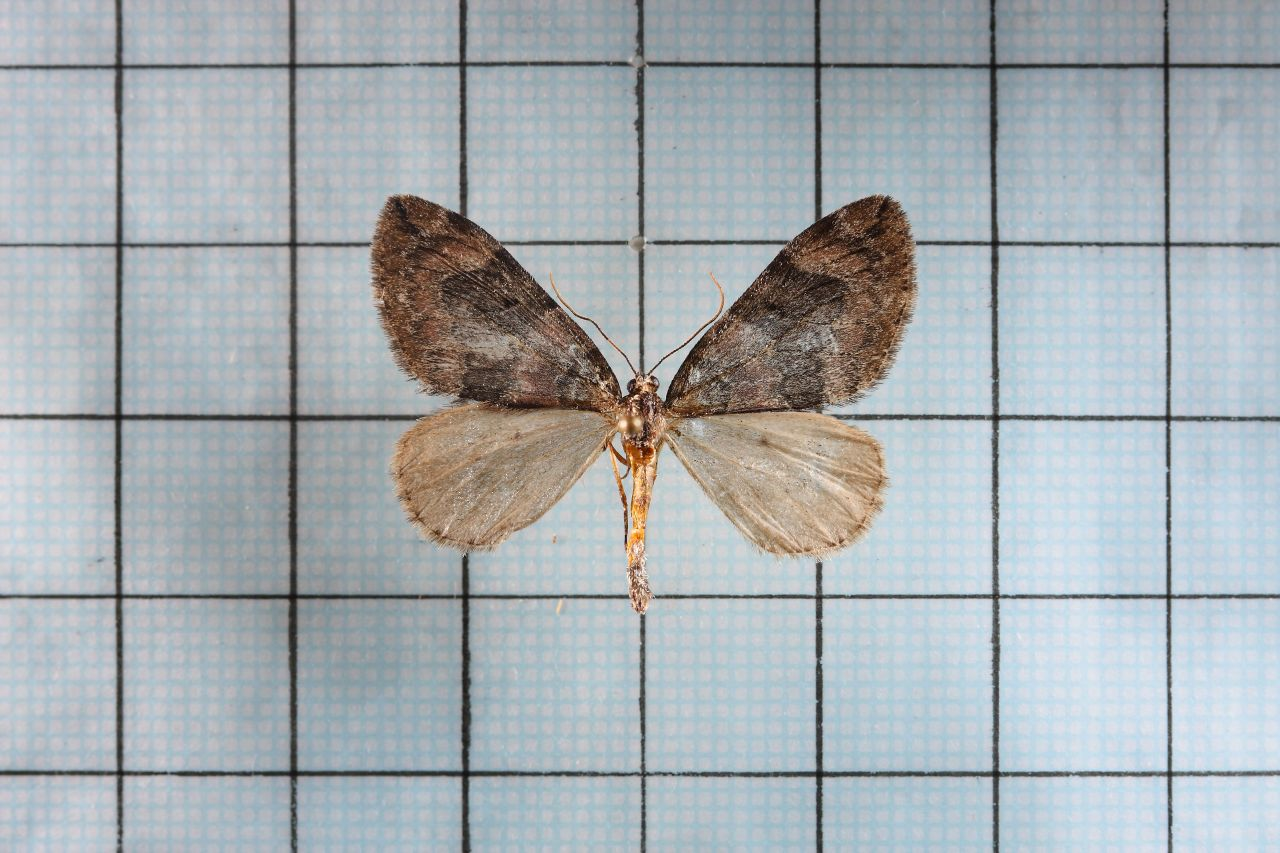
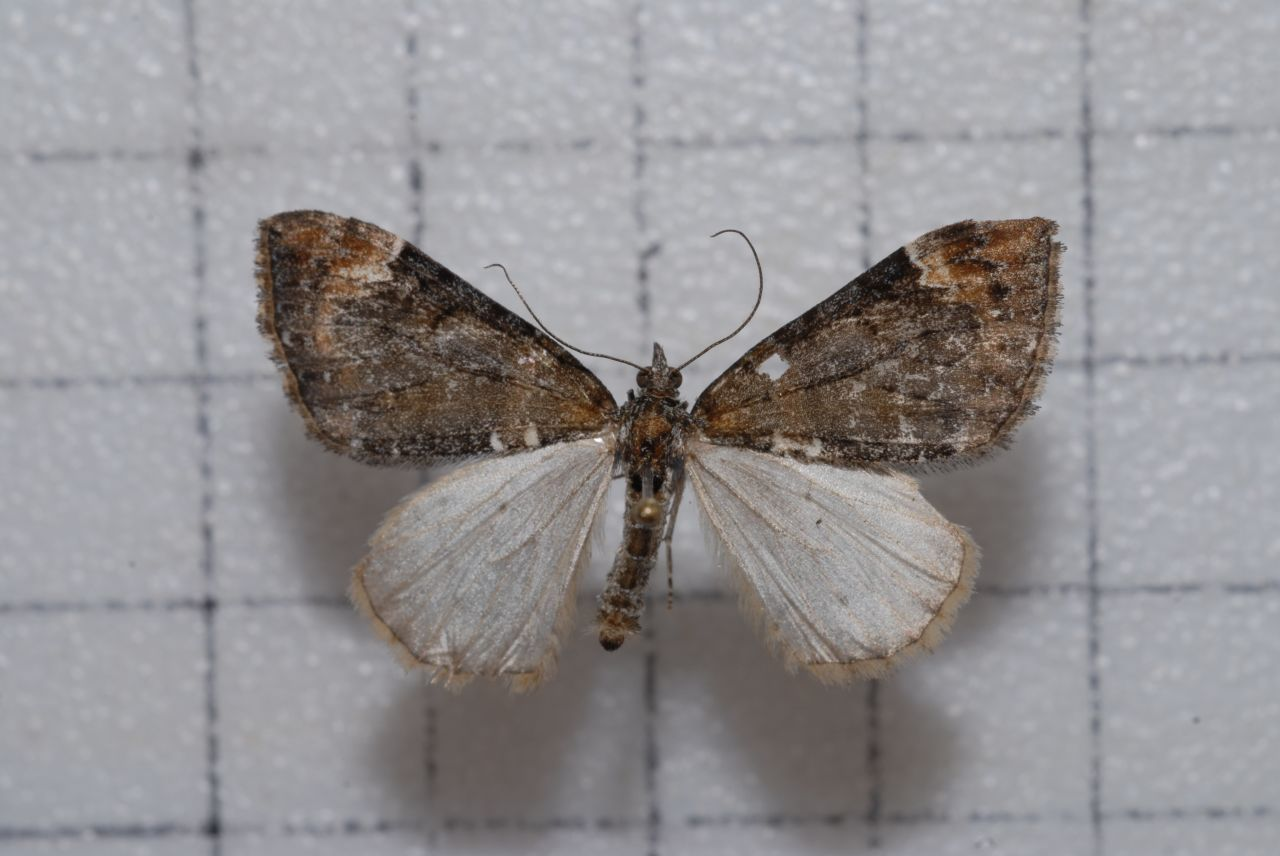